# Josh Schwartz
Josh Schwartz, född 6 augusti 1976 i Providence i Rhode Island, är en amerikansk manusförfattare och TV-producent. Han är skaparen av ungdomsserien OC.
26 år gammal skapade han OC och blev då den yngste producenten för en TV-serie på ett av de stora TV nätverken i USA. OC blev en succé och hade i början 10 miljoner tittare. När den senaste säsongen genererade endast 4 miljoner tvingades serien läggas ner.
Schwartz har efter OC skapat två nya serier som går på TV i USA. Den ena är Gossip Girl (visas på Kanal 5 i Sverige) och den andra är Chuck (som visas på Kanal 6).

## Fotnoter
1. ↑  Artur Gortych, Filmweb, Filmweb.pl person-ID: 161478, läst: 2 juni 2020.[källa från Wikidata]
2. ↑  LUMIERE, LUMIERE regissörs-ID: 17865, läst: 4 april 2022.[källa från Wikidata]
3. ↑  Buddy TV:Exclusive Interview: Josh Schwartz, Creator/Executive Producer of The OC Arkiverad 7 oktober 2014 hämtat från the Wayback Machine., hämtad 28 oktober 2012
4. ↑  Fox News: 'The O.C.' Cancelled Due to Poor Ratings Arkiverad 21 oktober 2012 hämtat från the Wayback Machine., hämtad 28 oktober 2012